# Suki Lahav
Tzruya Suki Lahav (en hebreo: צרויה להב‎; Kibutz Ayelet HaShahar, Galilea, Israel, 1951) es una violinista, vocalista, actriz, letrista, guionista y novelista israelí. Lahav fue miembro de la E Street Band, la banda de acompañamiento del músico estadounidense Bruce Springsteen entre septiembre de 1974 y marzo de 1975, tras lo cual regresó a Israel donde desarrolló una exitosa carrera musical.

## Biografía
Tzruya Lahav nació y creció en el Kibutz Ayelet HaShahar en la región de Galilea en la Galilea superior en Israel, donde aprendió a tocar tanto la música tradicional del kibutz como música clásica.
En 1971, tras finalizar su servicio militar en las Fuerzas de Defensa de Israel, viajó a Estados Unidos con su marido Louis Lahav, un ingeniero de audio que en 1972 comenzó a trabajar con Springsteen. Suki Lahav participó como corista en la grabación del tema "4th of July, Asbury Park (Sandy)" del álbum The Wild, The Innocent and The E Street Shuffle y tocó el violín en "Jungleland" del álbum Born to Run.  En las actuaciones en directo como violinista solía ser el punto focal durante las canciones lentas, contrastando su presencia con la de Springsteen.
Durante su estancia en Estados Unidos dio a luz a su hija Tal, que falleció en un accidente de tráfico con solo tres años. Suki regresó junto con su marido a Israel en la primavera de 1975.
La pareja se divorció en 1977. Lahav, conocida a partir de entonces por su nombre hebreo, Tzruya, formó una nueva familia junto a Moshe Albalek en Jerusalén, con quien tuvo dos hijos. Durante los años 80 continuó ejerciendo como violinista, actuando junto a la Israelí Kibbutz Orchestra, además comenzó su carrera como actriz.
A principios de los 90 se convirtió en una letrista de éxito gracias al el tema "Shara Barkhovot" que representó a Israel en el Festival de Eurovisión de 1990, interpretada por Rita. Lahav escribió canciones para los más prominentes músicos y solistas de su país, muchas de las cuales son consideradas iconos de la música israelí. También adaptó letras de canciones en otros idiomas al hebreo, como el tema de Leonard Cohen, "Famous Blue Raincoat" en 1993. En 1999, escribió "Tfilat Ha'imahot", incluido en el disco colaborativo Road to Jerusalem en interpretada por Glykeria, Amal Murkus y Yehudit Tamir. En 2003, publicó el álbum No Longer the Sea: A Collection Of Tzruya Lahav's Songs incluyendo interpretaciones de Rita, Yehudit Ravitz, Meir Banai y Yehuda Poliker entre otros. En 2004 se produjo en Tel Aviv un espectáculo con sus canciones.
Lahav es autora de varios guiones, incluida la película de 1996 Kesher Dam, y de dos novelas: Andre’s Wooden Clogs (Kinneret, 2002), basada en la verdadera historia de un chico superviviente del Holocausto en los Países Bajos, y The Swamp Queen Does The Tango (Am Oved, 2004), un cuento de hadas para adultos. Ambos libros ganaron numerosos galardones, incluido un premio Yad Vashem y un premio concedido por el Ministerio de Cultura de Israel a las óperas primas. Lahav también se dedica a la docencia, impartiendo clases de escritura creativa en Jerusalén, donde reside en el lujoso barrio de la Colonia alemana.